# Parque nacional Nambung
El parque nacional Nambung es un parque nacional en la región de Wheatbelt en Australia Occidental, 200 km al noroeste de Perth y 17 km al sur del pequeño pueblo costero de Cervantes . El parque contiene el desierto The Pinnacles, que es un área con miles de formaciones de piedra caliza conocidas como pináculos.
El nombre del parque deriva de una palabra indígena australiana que posiblemente significa torcido o sinuoso. La palabra se utilizó en 1938 para nombrar al río Nambung, que desemboca en el parque y desaparece en un sistema de cuevas dentro de la piedra caliza.  El pueblo aborigen yued es el custodio tradicional reconocido de la tierra desde antes de la llegada de los europeos.
El parque nacional Nambung también contiene playas en Kangaroo Point y Hangover Bay, así como dunas costeras y plantas con flores en zonas bajas de brezales. Un paseo marítimo en la zona norte del parque en el lago Thetis permite a los visitantes ver trombolitos que, al igual que los estromatolitos, son estructuras construidas por microorganismos, especialmente cianobacterias. Algunos de los trombolitos fosilizados tienen una antigüedad de 3.600 millones de años. El Pinnacles Desert Discovery Center presenta exhibiciones sobre la geología de las formaciones de los pináculos y los valores del patrimonio cultural y natural del área.

## Historia
Existen vestigios de exploradores europeos visitando el área por primera vez en 1658, cuando la cartografía holandesa registró los Hummocks del Norte y del Sur en sus mapas. Phillip Parker King también mencionó los hummocks en sus diarios en 1820. El área del desierto The Pinnacles permaneció relativamente desconocida hasta que fue inspeccionada en 1934. El parque nacional fue creado en julio de 1994 mediante la combinación de tres áreas de reserva separadas publicadas en 1956, 1967 (los Pinnacles) y 1968. 

## Geografía
El parque limita al norte con la Reserva Natural del Apicultor del Sur y al sur con la Reserva Natural de Wanagarren. Una gran superficie de las baldías tierras de la Corona se encuentra a lo largo de gran parte del límite oriental, mientras que el Océano Índico define el límite occidental del parque. Los visitantes pueden acceder al Desierto The Pinnacles desde puntos al norte o al sur de Cervantes a través de la autopista Indian Ocean Drive o por Cervantes Road desde el este. El parque está ubicado 17 km al sur de Cervantes.

## Geología

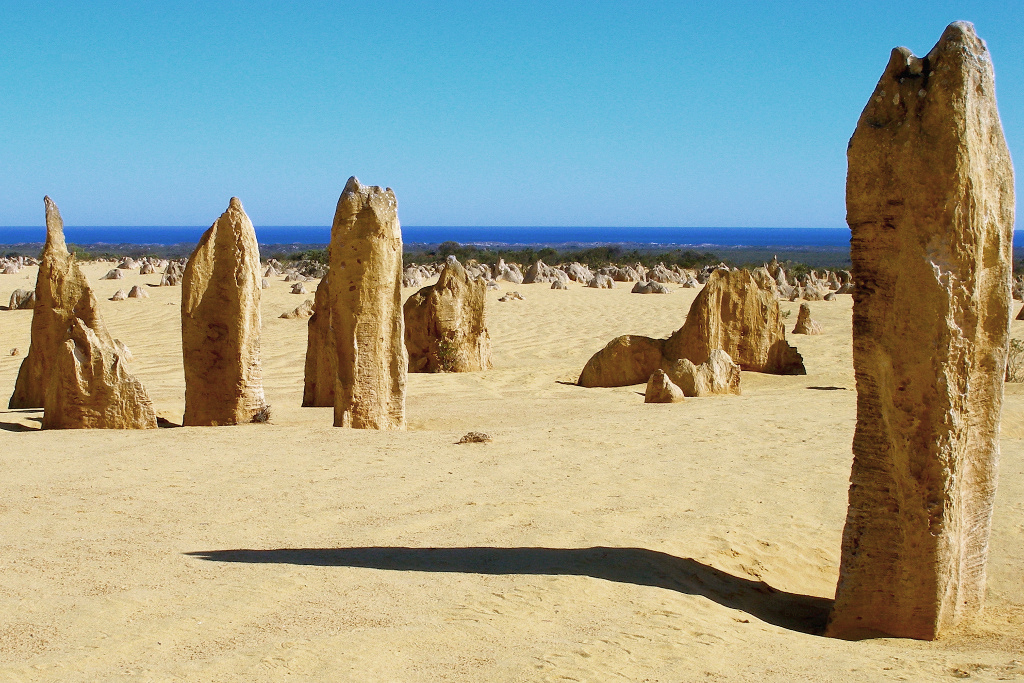
Algunos pináculos con el Océano Índico al fondo.

El desierto de Pinnacles contiene miles de pilares de piedra caliza. Estos pináculos son fragmentos meteorizados y erosionados de lechos de piedra caliza compuestos por organismos marinos depositados como corales y moluscos. Los más altos alcanzan alturas de hasta 3,5 m sobre la base de la arena amarilla. Los diferentes tipos de formaciones rocosas incluyen algunas que son mucho más altas que anchas y se asemejan a columnas mientras que otras tienen sólo un metro de alto y ancho y se asemejan a pequeñas lápidas. Se puede observar una estructura de estrato cruzado en muchos pináculos donde el ángulo de la arena depositada cambió repentinamente debido a variaciones en los vientos predominantes durante la formación de los lechos de piedra caliza. Los pináculos con cimas similares a los hongos se crean cuando la capa de caliche es más dura que la capa de piedra caliza debajo de ella. Las capas inferiores relativamente más suaves se desgastan y erosionan a un ritmo más rápido que la capa superior, dejando más material en la parte superior del pináculo.

## Flora y fauna
El parque nacional Nambung alberga una gran variedad de vida silvestre con 176 especies animales observadas, incluidas 128 aves, 8 mamíferos, 15 reptiles, varios peces y artrópodos y un anfibio. Entre las especies de mamíferos se encuentran el canguro gris occidental, el canguro rojo, el dingo, la zarigüeya y el zorro rojo . Algunas especies de aves comunes incluyen la gaviota plateada, el artamo carinegro, la golondrina dorsiblanca, el chorlitejo capelirrojo y el cuervo australiano. Las especies de reptiles incluyen el ablepharus, la serpiente látigo de cara amarilla, el escinco rugoso (una especie de lagarto de lengua azulada) y la iguana de arena. La única especie de anfibio observada es la ranita de signos.
Las ballenas jorobadas visitan las aguas del Índico adyacentes al parque durante sus temporadas de migración al norte y al sur, mientras que los leones marinos y los delfines habitan sus costas durante todo el año.
La flora del parque incluye más de 170 angiospermas, siendo el zarzo costero, la ninfa marina, la banksia bellota, la orquídea prímula, Rytidosperma caespitosum y el lúpulo costero. La única gimnosperma registrada es el ciprés de pantano.